# Christian Beck
Pour les articles homonymes, voir Beck.
Christian Beck (4 janvier 1879 à Verviers - 29 février 1916 à Menton), écrivain et poète belge, militant wallon, qui a aussi écrit sous les pseudonymes de Joseph Bossi, Voldemar, Le Nain gras, Crossoptylon, Troll, Fabrice...

## Biographie
Originaire de Verviers, au sud de Liège, il perd sa mère, Eugénie Aluffi, originaire d'Asti dans le Piémont, alors qu'il n'a que trois ans. Son père, Henri Beck, qui a des ancêtres venu de Riga, travaille en tant que courtier pour le savon Sunlight et se remarie. Le jeune Beck ne s'entendra pas avec sa belle-mère, qui par ailleurs met au monde deux demi-frères et une demi-sœur.
À quinze ans, son père le place dans une institution religieuse à Herve mais au bout de six mois, Christian déserte l'endroit, en proie à une crise religieuse. Il écrit alors à l'écrivain belge Léon Paschal, lié à La Revue blanche des frères Natanson, originaires de Liège. Sa première nouvelle paraît en 1895 dans L'Indépendance belge. Puis, à Liège, il rencontre le banquier Paul Gérardy qui se pique d'écriture et avait lancé en 1892 la revue symboliste Floréal, et qui l'aide financièrement. En juin 1896, après avoir lu tout Spinoza, Beck s'enfuit à Paris.
Il loge alors dans une chambre au 1 rue Mabillon, et fréquente en voisin les bureaux du Mercure de France et le salon de Rachilde qui se tient le mardi, rue de l'Échaudé. Il y croise entre autres Remy de Gourmont, Paul Valéry, Jean de Tinan et Alfred Jarry. Les jeunes gens du Mercure se retrouvent tous les soirs à la Taverne du Panthéon située en face du parc du Luxembourg ; c'est là que Beck devient l'ami de Saint-Georges de Bouhélier, qui venait de lancer le mouvement littéraire naturiste proche d'Émile Zola. Puis le Mercure confie à Beck la rubrique relative à l'économie sociale et son premier article pour cette revue sort en août 1896. Dans la foulée, La Revue blanche publie son premier conte, Le beau prince qui regardait le soleil. Beck rejoint bientôt une bande de jeunes écrivains, outre Jarry, on y trouve Charles-Louis Philippe, Eugène Montfort, Tinan, Ernest La Jeunesse, André Gide : ce dernier, en 1925, ressuscitera ces années-là dans Les Faux-monnayeurs où Beck prendra le nom de Lucien Bercail. Beck et Jarry imaginent à un moment qu'ils peuvent s'associer dans le cadre d'une nouvelle revue, Perhinderon, ils se voient à Corbeil dans la maison de campagne de Rachilde et Alfred Valette ; vers la fin 1896, ou début 1897, il remplace Jarry au théâtre de l'Œuvre comme secrétaire, puis les deux garçons se querellent le 2 mars 1897, Jarry menaçant d'un pistolet chargé à blanc Beck qui resta stoïque debout sur une table, plastron ouvert. Jean de Tinan intervient pour éviter le duel. Jarry caricaturera Beck dans Gestes et Opinions du Docteur Faustroll sous les traits du singe cynocéphale papion : Bosse-de-Nage. Beck, sous le pseudonyme de Troll, écrira ce qu'il pense de Jarry dans La Tribune littéraire, artistique et sociale (1897).
En 1897, Beck sert de prête-plume alimentaire à Henri Gauthier-Villars dit « Willy », le mari de Colette. Le jeune homme serait le personnage de « Christian Jossetennoode » dans Maîtresse d’esthète publié par Willy chez H. Simonis Empis la même année mais que l'on sait rédigé par Jean de Tinan. Puis, épuisé, sans un sou, il rentre en Belgique.
Grâce à Gérardy, il publie son premier ouvrage à Liège chez Belat en 1898, Ce qui a été sera ou Adam battu et content. Il participe au numéro spécial sur James Ensor publié par La Plume (1898). Entretemps, il est tombé amoureux de l'épouse de Gérardy et de cette liaison naît une fille, Louison. Au même moment, Gérardy est ruiné et apprend l'infidélité de sa femme ; il divorce et, plus tard, pardonnera à Beck.
C'est de cette époque que datent les débuts de sa longue correspondance avec Gide, à qui Beck confie son désir de voyager, à pied, à travers l'Europe.
En octobre 1900, Beck lance à Bruxelles une revue appelée Vie nouvelle pense un temps, comme elles sont proches en esprit, fusionner avec celle de Saint-Georges de Bouhélier La Vie naturiste.
Il travaille un temps pour son père à vendre des savons Sunlight, y réussit fort bien puis démissionne.
Puis c'est la revue Antée (1905- septembre 1907) qui fut imprimée à Bruges à l'imprimerie Sainte-Catherine ; lorsque Beck tombe malade, la revue est reprise par Francis Viélé-Griffin et Gide pour un unique numéro en janvier 1908, puis, une fusion avec La Phalange ayant échoué, Antée devient en quelque sorte l'antichambre de La Nouvelle Revue française, à laquelle jamais Beck ne collabora. Il revint alors vers ses premières amitiés, Gourmont, mais aussi Paul Léautaud, qui lui confièrent une collection au Mercure.
Paul Delforge a écrit que Christian Beck « s'est dévoué pour créer au sein de la classe intellectuelle une conscience de la personnalité wallonne, surtout en matière linguistique et littéraire ».
Il meurt à trente-sept ans sur la Côte d'Azur, à Menton, emporté par la tuberculose, assisté de son épouse. Dans le Mercure de France du 16 mars 1916, Remy de Gourmont rédige la nécrologie suivante :
« Notre collaborateur Christian Beck vient de mourir à Menton, où il s'était retiré pour se soigner après un séjour en Suisse. Il était né en 1879, à Liège. On le vit très jeune à Paris dans les milieux littéraires : c'était un assidu des mardis du Mercure de France de la rue de l'Échaudé. Il fit de nombreux voyages — dont plusieurs à pied — en Belgique, en France, en Italie, en Allemagne, en Suisse, en Russie, en Norvège. Il collabora à diverses revues belges et françaises, publia quelques plaquettes. Il fut l'un des promoteurs du congrès pour l'extension et la culture de la langue française, qui se tint pour la première fois à Liège en 1905. Il entreprit enfin la publication, à la librairie du Mercure de France, d'une collection qui, sous le titre de Trésor du Tourisme, réunit sur les contrées recherchées des touristes les pages significatives des grands écrivains et des voyageurs célèbres ; trois volumes de cette collection avaient paru quand survint la guerre : l'Italie septentrionale, Rome et l'Italie méridionale, la Suisse. Christan Beck avait épousé, il y peu d'années, la belle-fille de notre confrère, M. R. D. de Maratray. »
Christian Beck est enterré au cimetière de Menton. Christian Beck est le père de l'écrivaine Béatrix Beck, et le bisaïeul de Béatrice Szapiro, fille naturelle de Bernadette Szapiro, fille de Béatrix, et de Jean-Edern Hallier.

## Œuvre
- Ce qui a été sera ou Adam battu et content, farce ; suivi de Hercule à Lerne, les Simulacres de la vie et l’Amoureuse absence, Bruxelles, G. Balat, 1898.
- Syllabus, texte français et latin de l'encyclique, Bruxelles, Société anonyme de librairie, 1905.
- Le Papillon, journal d’un romantique, Liège, Imprimerie Aug. Bénard, 1910, lire en ligne sur Gallica.
- L’Italie septentrionale vue par les grands écrivains et les voyageurs célèbres : le Piémont, Milan, Venise, Florence, l’Ombrie, sous la direction de Christian Beck, préface par Téodor de Wyzewa, collection « Le Trésor du tourisme », Paris, Mercure de France, 1913.
- Rome et l’Italie méridionale, vues par les grands écrivains et les voyageurs célèbres : Rome, Naples, Sicile, Sardaigne, Malte, sous la direction de Christian Beck, collection « Le Trésor du tourisme », Paris, Mercure de France, 1914.
- La Suisse vue par les grands écrivains et les voyageurs célèbres, sous la direction de M. Christian Beck, collection « Le Trésor du tourisme », Paris, Mercure de France, 1914.
- « Formule de l’anisophobie », In: Revue internationale de sociologie, 21e Année, 1913, numéro 3 (Giard & Brière, Paris 1913).

Sous le pseudonyme Joseph Bossi :
- Adam, drame ; nouvelle version de Ce qui a été sera ou Adam battu et content, Bruges, collection d’Antée, Bruges, Arthur Herbert, 1906.
- Les Erreurs, réunion de quatre récits : « Frédérique », « Le Vagabond », « Les deux amants de Novella d'Andrea », « La Sensitive », collection d’Antée, Bruges, A. Herbert, 1906, lire en ligne sur Gallica.

Correspondance :
- Christian Beck et André Gide, Correspondance, texte établi, présenté et annoté par P. Masson ; préface de Béatrix Beck (Genève, Droz 1994) Textes littéraires français ; 444.